# HeRAMS
HeRAMS (англ. Health Resources Availability Mapping System) — електронна система моніторингу медичних ресурсів. Це інструмент ВООЗ для стандартизації та оцінки доступності медичних послуг у різних країнах. Його використовують для екстреного реагування на надзвичайні ситуації. З осені 2017 у співпраці із Міністерством охорони здоров'я України запущено проєкт «HeRAMS Ukraine».

## Загальна інформація
При проведенні програм із використанням HeRAMS збирається інформація від закладів охорони здоров'я певної території. Потім проводиться аналіз отриманих даних.
Система проводить збір інформації по чотирьох основних напрямках, що мають відношення до надзвичайних ситуацій:
- заклади охорони здоров'я (кількість, тип...);
- ресурси для надання послуг (водозабезпечення, холодовий ланцюг...);
- наявність медичних послуг у певних сферах (екстрена медицина на догоспітальному та госпітальному етапах, допомога при травмі...);
- причини відсутності медичних послуг (недостатність медичного персоналу, погана підготовка...).

На основі отриманих даних ВООЗ спільно із місцевими міністерствами охорони здоров'я робить аналітичні звіти та розробляє можливі заходи для покращення ситуації.

## Окремі проєкти
Найбільшу увагу ВООЗ звертає на країни із зруйнованою інфраструктурою, у тому числі й медичною. Оцінка проводилась у Судані, Центральноафриканській Республіці, Фіджі, Малі, Нігерії, Філіппінах, Сирійській Арабській Республіці та Ємені.
У 2008 — 2011 роках оцінка з використанням даного проекту проводилась у Судані, зокрема у Дарфурі, західному регіоні країни. Це район міжетнічного Дарфурського конфлікту. Згідно зі звітом 2010 року із 897 наявних закладів охорони здоров'я функціонували лише 680 (76 %).
У Малі ВООЗ провела оцінку медичної допомоги у квітні — травні 2013 року. До цього у країні відбувався військовий конфлікт. Згідно зі звітом було пошкоджено п'яту частину (18,7 %) закладів охорони здоров'я. Для надання багатьох медичних послуг не вистачало кваліфікованого персоналу.
Після супертайфуну Хайянь дана система застосовувалась у Філіппінах у 2014 році. Було пошкоджено 601 заклад охорони здоров'я. Для північної частини однієї з провінцій — Себу було завдяки HeRAMS розроблено 27 медичних мап.
Відповідно до звіту 2014 року у Центральноафриканській Республіці після громадянської війни було поранено 7 136 осіб. Не функціонувало 365 (44,8 %) закладів охорони здоров'я, більшість за межами Бангі, столиці країни. 147 з них було пошкоджено, 21 зруйновано.
Після тропічного циклону Вінстон у 2016 році була проведена оцінка системи охорони здоров'я Фіджі. 88 (41%) із 214 закладів охорони здоров'я було пошкоджено, зруйновано 10.
У 2015 в Нігерії зафіксовано чергове загострення конфлікту на релігійному підґрунті. Аналіз  було проведено у 2016 році. Понад 340 закладів охорони здоров'я були пошкоджені або зруйновані. Інші залишилися без лікарських засобів, обладнання, основних зручностей або медичних працівників.    
Із 2015 року до цього часу у Ємені триває громадянська війна. HeRAMS оцінено 16 з 22 провінцій країни. З 3507 проаналізованих закладів охорони здоров'я повністю функціонує лише 1579 (45%), частково 1343 (38%). 504 закладів (17%) не працює.
Лікарів взагалі відсутні у 49 із 279 оцінених округів. У 42 % оцінених округів країни є лише 2 або менше лікарів. У 2017 році у країні зафіксовано найбільший у світі за останні 50 років спалах холери. Захворіло близько 1 млн жителів країни.
У Сирійській Арабській Республіці після багатьох консультативних зустрічей із місцевими Міністерством охорони здоров'я та іншими чиновниками цієї галузі, HeRAMS було затверджено на початку 2013 року. Аналіз проводився у 14 провінціях. Його було повністю завершено за 2014 рік. У липні — серпні 2015 року за сприяння Турецького бюро ВООЗ проведено повторний аналіз медичних ресурсів 9 провінцій Сирійської Арабської Республіки. Попри військові дії в цій країні, було оцінено 254 заклади охорони здоров'я. У країні залишилось лише 45 % довоєнної кількості медичних працівників. У деяких регіонах виїхало 75 %. Нормальне водопостачання є лише у половини закладів охорони здоров'я. Понад 60 % закладів змінили розташування. З них  12,4 % розміщуються у школах.

## HeRAMS Ukraine
ВООЗ у співпраці із Міністерством охорони здоров'я України восени 2017 року запустили проєкт «HeRAMS Ukraine». Спочатку оцінка буде проводитись лише на території Донецької та Луганської областей.